# Tuija Hyyrynen
Tuija Hyyrynen (née le 10 mars 1988) est une joueuse de football internationale finlandaise. Elle évolue au poste de défenseure.

## Biographie

### En club
Hyyrynen commence sa carrière en jouant pour le Puotinkylän Valtti. Elle passera ensuite au HJK Helsinki. C'est avec cette équipe qu'elle fera ses débuts en Ligue des champions féminine de l'UEFA avec une défaite de 2 à 1 face au Breidablik Kopavogur au deuxième tour de qualification le 12 septembre 2006. À la suite de son départ d'Helsinki, elle quitte pour les États-Unis où elle se joint aux Seminoles de la Floride puis au Blues de Pali. Elle se joint par la suite au club suédois du Åland United, puis du Umeå IK.

### International
Hyyrynen participe au Championnat d'Europe de football féminin des moins de 19 ans 2005 avec l'équipe finlandaise et fera ses débuts en compétition international durant cette compétition avec une victoire de 4 à 2 contre la formation suisse le 20 juillet 2004. L'année suivante, elle participe au coupe du monde de football féminin des moins de 20 ans 2006. Le 26 septembre 2007, Hyyrynen devient international en jouant son premier match avec l'équipe de Finlande de football féminin. Depuis, elle a participé à deux phases finales de la coupe du monde de football féminin, soit en 2009 et en 2013. Au total, elle a joué 16 matchs en Championnat d'Europe de football féminin des moins de 19 ans et 11 en Championnat d'Europe de football féminin.

## Palmarès
- Championnat d'Italie : 2018